# Skipper Hunt Combo
Die Skipper Hunt Combo war eine US-amerikanische Rock’n’Roll-Band.
Skipper Hunter war Lead-Sänger und Gitarrist der Combo. Er schrieb die beiden Songs What Am I Gonna Do und Scalded, die die Skipper Hunt Combo 1959 für Glenn Records, einem Subsidiary von Mar-Vel Records aus Hammond, Indiana, aufnahmen. Die Band spielte in den späten 1950er-Jahren und frühen 1960er-Jahren in den Clubs von Nashville, Tennessee, ging dann aber auseinander.
Ihre Titel wurden bis heute mehrmals wiederveröffentlicht, unter anderem auf der White Label-LP Universal Rock and Roll.

## Diskografie
| Jahr | Titel                        | Label #          |
| ---- | ---------------------------- | ---------------- |
| 1959 | What Am I Gonna Do / Scalded | Glenn GL-MV 1900 |